# Late Night with Seth Meyers
Late Night with Seth Meyers es un programa estadounidense de conversación nocturna que es emitido a las 12:35 a. m. (hora del este) 11:35 p. m. (hora del centro), en NBC en Estados Unidos. El programa de conversación fue estrenado el 24 de febrero de 2014. La producción ejecutiva está a cargo de Lorne Michaels, y es producido por, Mike Shoemaker, Eric Leiderman y Alex Baze. Es conducido por el actor y comediante Seth Meyers, quien al igual que Jimmy Fallon (como actor) y Conan O'Brien (como escritor), ambos ex conductores de Late Night, han pertenecido a Saturday Night Live.
Es la cuarta encarnación de la franquicia Late Night, creada por David Letterman.

## Historia
La cuarta encarnación de la franquicia de Late Night originada por David Letterman, en 1982, el programa se origina en Nueva York. El show, como sus anteriores versiones de Letterman, O’Brien y Fallon, comienza típicamente con un monólogo de Seth Meyers, seguido por un sketch de comedia entre Meyers y Armisen. El siguiente segmento es una entrevista a personalidades como celebridades como actores, músicos y figuras políticas. El show cierra con un número musical o de comedia.
Meyers fue nombrado conductor cuando se anunció que Jimmy Fallon sería el conductor de The Tonight Show, cuando el actual conductor del programa, Jay Leno, termine su periodo en febrero del 2014.
El 19 de enero de 2014, se dio a conocer los primeros invitados de Late Night, los cuales serán Amy Poehler. También durante la primera semana Meyers será acompañado por, Joe Biden, Kanye West, Kelly Ripa, Ian McKellen, entre otros.
Su estreno logró una sintonía de 3.4 millones de televidentes con 1.4 puntos de índice de audiencia.
El 2 de septiembre de 2014, estrenaron una nueva esenografía, que fue realizada durante el hiato de verano.

## Sketches Recurrentes
- Monologo de Apertura: Seth presenta artículos de noticias, de manera similar cuando era presentador en Weekend Update de Saturday Night Live.
- Conversación con Fred: el líder de la 8G Band, Fred Armisen, describe proyectos ridículos en los cuales está trabajando.
- Historia de Seth: Seth relata una historia que ha pasado recientemente.
- Celebridades en la Audiencia: la cámara apunta a miembros de la audiencia, en los cuales Seth falsamente los identifica como celebridades.
- Esta semana en números: Seth comparte números relacionados con chistes.
- Sidekick de emergencia: protagonizado por Tim Robinson

## Escritores
El grupo de escritores estará compuesto por.
- Alex Baze (escritor de SNL), jefe de escritores.[10]
- Alison Agosti
- Bryan Donaldson

Vanessa Hudgens
en:Jimmy Kimmel
- Peter Grosz (escritor de Colbert Report)
- John Lutz (conocido por Lutz en 30 Rock)
- Chioke Nassor (Above Average)
- Conner O'Malley (Chris Gethard Show)
- Seth Reiss (Comedy Bang! Bang!, jefe de guionistas de The Onion)
- Ben Warheit (The Awesomes, Above Average)
- Andrew Law
- Amber Ruffin
- Michelle Wolf
- Seth Meyers.

## Banda
El 10 de enero de 2014 se dio a conocer que Fred Armisen, exintegrante de Saturday Night Live y actor de Portlandia, será el líder de la banda musical del programa, llamada 8G Band With Fred Armisen. La banda está compuesta por Armisen, Seth Jabour en guitarra, Kimberly Thompson en batería, Eli Janney en teclados, y Syd Butler en bajo.